# Gornje Mladice
Gornje Mladice (cyr. Горње Младице) – miejscowość w Bośni i Hercegowinie, w Republice Serbskiej, w mieście Sarajewo Wschodnie, w gminie Istočna Ilidža. W 2013 roku liczyła 145 mieszkańców.